# Derjanivka, Hmilnîk
Derjanivka (în ucraineană Держанівка) este un sat în comuna Tereșpil din raionul Hmilnîk, regiunea Vinnița, Ucraina.

## Demografie
Componența lingvistică a localității Derjanivka
     Ucraineană (100%)
Conform recensământului din 2001, toată populația localității Derjanivka era vorbitoare de ucraineană (100%).